# Ничипоренко Андрій Іванович
Андрій Ничипоренко (1837, Полтава або Прилуки, Прилуцький повіт, Полтавської губернії(нині Прилуцький район Чернігівської області України) — 7 (19) листопада 1863, Санкт-Петербург) — член організації «Земля і воля», сподвижник А. І. Герцена. 1862 — заарештований з «процесу 32-х», дав свідчення та рік по тому помер в Петропавлівській фортеці. Прототип революціонера Пархоменка в романі Миколи Лєскова «Нікуди» та персонаж нарису «Загадкова людина» того ж автора.

## Життепис

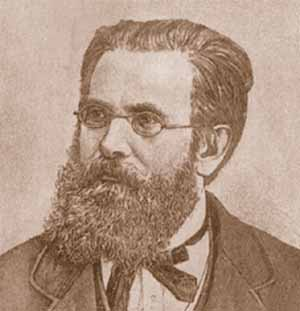
Професор І. В. Вернадський

Народився у Полтавській губернії в родині титулярного радника (або колезького асесора середнього достатку) Івана Ничипоренка.
1857 — закінчив Імператорська комерційне училище, де познайомився з В. І. Кельсиева, а також з П. А. Ветошнікова та Н. М. Владіміровим — незабаром всі вони стали співробітниками Герцена герценівський емісарами в Росії, представляючи собою згуртований кістяк однолітків ітадрузів-однодумців. За відомостями Василя Кельсієва, Ничипоренко якийсь час як вільний слухач відвідував лекції в Петербурзькому університеті. 1857 — Ничипоренко почав державну службу в чині колезького реєстратора .
У січні 1861 — з Ничипоренком познайомився Н. С. Лесков, той заробляв на життя репетитором сина професора політекономії І. В. Вернадського — Миколи Вернадського, зведеного брата майбутнього академіка Володимира Вернадського. Професор Вернадський видавав журнал " Економічний покажчик ", в якому співпрацювала його дружина Марія Миколаївна Вернадська (Шигаєва). 1860— вона померла, всі тяготи по домашньому господарству та ведення журналу лягли на Івана Васильовича. На початку 1861 року М. С. Лесков з А. І. Ничипоренком поселилися в квартирі Вернадського та стали співробітниками його журналу. Разом з професором, вони бували на засіданнях «Вільного економічного суспільства». Через день після смерті Тараса Шевченка, 27 лютого 1861 року, Вернадський, Ничипоренко та Лєсков, яких об'єднувала любов до України, разом ходили в будинок поета, щоб попрощатися з ним. В квартирі професора друзі прожили півроку, при цьому Лєсков та професор Вернадський «іноді дозволяли собі утримувати» репетитора так як він «захоплювався революцією щой пророкувало йому його сумну долю».

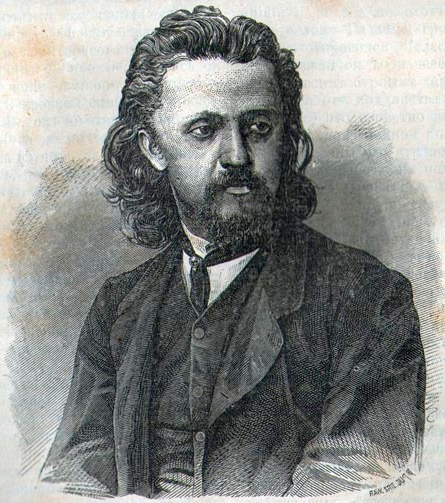
Василь Кельсієв, старший товариш по Комерційному училищу.

Лєсков познайомив Ничипоренка з С. С. Громеко, а також В. С. Курочкіним, редактором сатиричної газети «Іскра», та його братом Миколою. В результаті, крім «Економічного покажчика» Ничипоренко почав співпрацювати в " Іскрі ". З зими 1861 року Ничипоренко постійно тримав зв'язок з Герценом, встановлений через своїх товаришів по комерційному училищу: Владимирова, бухгалтера російської фірми «Скворцов і К °» в Лондоні, та Ашмарін, що жив в Петербурзі. Завдяки їм Ничипоренко став кореспондентом герценовського " Дзвони ". Ничипоренко та Громека навіть подумували про те, щоб емігрувати в Англію, але Герцен відрадив їх від цього; адже, наприклад, Ничипоренко був необхідний Герцену в Росії, оскільки вважався надійним зв'язковим між Лондоном та Петербургом, в Лондон через нього йшли кореспонденції Н. В. Альбертіні, В. П. Гаєвського, а з Лондона — герценовські видання С. С. Громеко, Н. С. Курочкіна, Н. В. Альбертіні, В. П. Гаєвському .
В літній час 1861 року в Петербург з Лондона, вантажем продукції Вільної російської друкарні прибув герценовський емісар та польсько-англійський революціонер Артур Бенні. Він віз рекомендаційний лист Василя Кельсієва для Ничипоренка. Петербурзькі нелегальні гуртки доручили Андрію, допомагати Бенні в його конспіративній діяльності в Росії і супроводжувати його в агітаційних поїздках по країні. Цей епізод біографії Ничипоренко докладно описаний Н. С. Лєсковим в нарисі " Загадкова людина ". Згідно з відомостями Василя Кельсієва, Бенні та Ничипоренко спільно написали адресу Імператору з проханням про надання Росії конституції. З цією адресою вони і відправилися в свою агітаційну подорож по Росії для збору підписів для звернення до царя. У числі передбачуваного маршруту значилися Москва, Нижній Новгород, Астрахань, Полтава, а також попутна поїздка в Мценськ до І. С. Тургенєву . Мабуть, агітаторам не вдалася мета їхньої поїздки, оскільки Кельсієв бачив під адресою близько п'яти підписів, та й ті пізніше були виведені щавлевою кислотою .
Підприємство обмежилося поїздкою в Москву, де Микола Лєсков познайомив агітаторів з редакцією газети " Російська мова " і її редактором Євгенією Тур ; в Нижній Новгород на ярмарок, в чому молодим людям допомагав письменник П. І. Мельников-Печерський ; а також в Спаське-Лутовинова до Тургенєва і в Малоархангельск до В. І. Якушкину, Майбутнього прототипу Базарова в романі І. С. Тургенєва " Батьки і діти ". Однак поїздка агітаторів в Полтаву на батьківщину до Ничипоренка так і не відбулася, оскільки в Орлі, Бенні отримав телеграму, яка змусила його терміново повернутися в Москву. Н. С. Лєсков стверджував, що дана телеграма була ініційована самим Бенні (її могла відправити Євгенія Тур), щоб розв'язатися з обридлим Ничипоренком і звільнитися від його опіки для самостійних дій .
Проте Бені не вдається легко позбутися від Ничипоренка. Замість того, щоб їхати до себе на батьківщину, він кинувся слідом за Бенні в Москву, де знайшов Артура, в чужому гуртку, видавця газети «Російська мова», з якою раніше у Ничипоренко стався конфлікт на грунті ідеологічних розбіжностей. Ще до цього епізоду подорож двох агітаторів було затьмарене декількома подібними інцидентами, причиною яких, на думку Лєскова, була грубість, невігластво, самовпевненість Андрія Ничипоренка, які поставили місію двох агітаторів на межі провалу, так що Ничипоренко змушений був неодноразово приносити свої вибачення Артуру Бенні за свою невихованість . Пропагандистська поїздка Ничипоренка і Бенні відбувалася з кінця липня по кінець серпня. Опинившись, врешті-решт, без засобів, Ничипоренко змушений був залишити Бенні та сам повернувся до Петербурга.

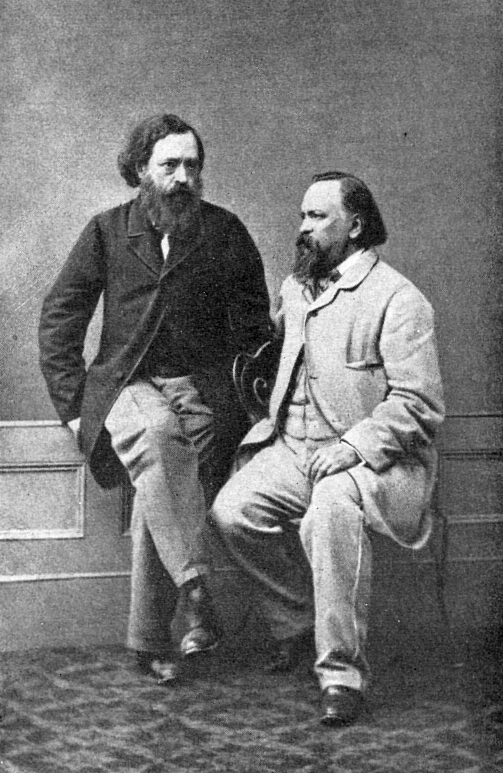
А. І. Герцен і Н. П. Огарьов

Незабаром в Петербурзі рознеслася чутка (це сталося у вересні), що Артур Бенні є таємним шпигуном III Відділення. «Заслугу» в поширенні цієї чутки, Микола Лєсков цілком відносив на совість Андрія Ничипоренка, якого характеризував як жалюгідного, і в той же час фатальної людини. Вільям Еджертон намагається заперечити думку російського письменника про Ничипоренка, та зняти це звинувачення з нього. На його думку, причини наклепу на Артура Бенні могли бути якось пов'язані зі спробами Бенні отримати будь-яку ціну підпису Івана Аксакова і Михайла Каткова під адресою Олександру II. Вони категорично відмовилися від своєї участі в цій справі, а Катков до того ж став наполегливо з'ясовувати у Бенні, хто стоїть за цією адресою, на що англійський соціаліст збрехав, що нібито справжнім автором листа царю є Олександр Іванович Герцен.
Плітка про Бенні дісталася до Лондона, Герцен на якийсь час їй повірив, тому що інструктував 25 листопада (7 грудня) 1861 роки свого чергового емісара в Росію Н. М. Владімірова, товариша Ничипоренка і Кельсієва по Комерційному училищу: "Знову говорять про Бенні і сильно підозрюють його. Так коли ж я його рекомендував? Пора бути обережним … Про Бенні скажіть, по-перше, Нич <іпоренко> " . На слідстві Ничипоренко зізнавався, що передав лист Герцена з інструкціями про Бенні С. С. Громеко, Н. В. Альбертіні і Миколі Курочкіну, інакше кажучи, саме тим особам, кого він особисто до цього знайомив з Артуром Бенні і перед ким вважав себе зобов'язаним виправдати в передбачуваному компрометації цих осіб зв'язком з Бенні. Ничипоренко, дійсно був причетним до поширення чуток, але причетним опосередковано, як довірена особа А. І. Герцена.
Повернувшись до Петербурга після поїздки з Артуром Бенні, Ничипоренко, колишній на той час у відставці від державної служби, 27 грудня 1861 року наказом міністра фінансів був призначений в департамент податей і зборів, де пропрацював до від'їзду в Західну Європу 6 квітня 1862 року. В цей же час (січень 1861 роки) поновлюються контакти Ничипоренка з Бенні, перервані восени, а в лютому 1862 року ці фірми разом з Лєсковим розпочинають співпрацю в оновленій редакції газети " Північна бджола ". Як стверджує У. Еджертон: «І Ничипоренко, і Лєсков не відсахнулися від Бенні, незважаючи на чутки». У листі Василю Кельсієва Бенні писав: «Як ви знаєте, я залишив» Інвалід «і працюю тепер з Ничипоренко в» Бджола «… Перейшовши в» Бджолу ", ми вирішили з Андрієм Івановичем просити і вас перенести туди вашу кореспонденцію, і я знаю, що він писав вам з цього приводу ".
Ничипоренко увійшов в так званий гурток Бенні, який займався випуском прокламацій «Руська правда». У березні—квітні 1862 року, друзі надрукували в нелегальній друкарні, організованій Артуром Бенні, два випуски «Руської правди». Обидва номери були присвячені польським подій, написані від імені російських, пройняті співчуттям до пригноблюваних полякам та поширювалися виключно в Польщі. У гурток Бенні, на думку американського автора, крім Ничипоренка, входив Н. С. Лесков та латиський студент П. Д. Баллод. До них ідейно примикав і Василь Кельсієв, який приїжджав нелегально в Росію березень-квітень 1862 року. На початку 1862 року реорганізовувалася демократична газета " Століття " П. І. Вейнберга. Була створена спеціальна комісія з А. Н. Енгельгардта, А. І. Ничипоренко і Н. А. Сірчано-Соловьевіча для врегулювання розбіжностей між видавцем та співробітниками газети, настільки високий був авторитет Ничипоренка.
З кінця 1861 року в Росії діяла мережа підпільної організації " Земля і воля ", організованої А. І. Герценом, Н. П. Огарьовим, Н. Г. Чернишевським, Н. А. Сєрно-Соловьевічем, А. А. Слєпцовим і Н . Н. Обручева. Ничипоренко увійшов до складу однієї з перших п'ятірок. Найвищим проявом довіри «землевольцев», на весні 1862 року Нечепоренка призначено зв'язковим між провінційними комітетами у Казані, Нижньому Новгороді, Ярославлі, Саратові, Твері, Астрахані, створеними А. А. Слєпцовим з січні 1862 — центральним столичним комітетом партії «Земля і воля». Про ту довіру, яка як і раніше відчував Ничипоренко до обмовити Артуру Бенні, говорить той факт, що він не приховав від Бенні передбачуваний конспіративний приїзд Василя Кельсиева на початку березня 1862 року в Петербург, про що розповів сам Кельсиев в своїй «Сповіді». Під час цього приїзду Ничипоренко бачився з Кельсиева, якого до цього він не бачив три роки. С 6 апреля Ничипоренко по высочайшему повелению был уволен в заграничный отпуск сроком на три месяца. 7 апреля Андрей Иванович покинул Россию вместе с писателем Н. А. Потехиным, — своим сослуживцем в департаменте податей и сборов. За границей он посетил в Лондоне Н. П. Огарёва и А. И. Герцена, получив от него некоторые поручения. По утверждению Н. С. Лескова, Ничипоренко «взялся доставить какие-то важные революционные бумаги к белокриницкому митрополиту Кириллу (Киприану Тимофееву), — старообрядческому архиерею в Буковине». Позднее, 30 апреля (12 мая), он встретился с М. А. Бакуниным, который вручил ему рекомендательное письмо для Гарибальди:
Беру смелость направить вам друга и соотечественника, который прямо приехал из России и который может дать всевозможные сведения о том, что ныне происходит в нашем отечестве. Это человек испытанной скромности и осторожности, справедливый и умный, хорошо поставленный, чтобы знать многое, и который всё дело представит вам в настоящем виде. Герцен его знает хорошо и, вероятно будет тоже рекомендовать.— М. А. Бакунин, письмо к Гарибальди от 12 мая 1862 года
Аналогічний лист Бакунін адресував чеському поетові-емігрантові Йозефу Вацлаву Фричу. Крім рекомендаційних листів Бакунін передав Ничипоренко важливий лист для Гарібальді з викладом своєї програми зі знищення Османської, Австро-Угорської та Російської імперії та об'єднання процесів звільнення слов'янських народів і італійського народу в єдине загальноєвропейський визвольний рух. Подібні листи були передані Ничипоренко для передачі слов'янських діячам Фричу і Кусліану. У свою чергу, італійський республіканець Марк Аврелій Саффи направив свої листи для Гарібальді і для його секретаря, при цьому Саффи писав, що Ничипоренко після Італії має намір здійснити подорож по слов'янських землях уздовж Дунаю через Туреччину в Грецію і "надати дуже важливі послуги справі народної емансипації по знань своїм про слов'янської народності " .

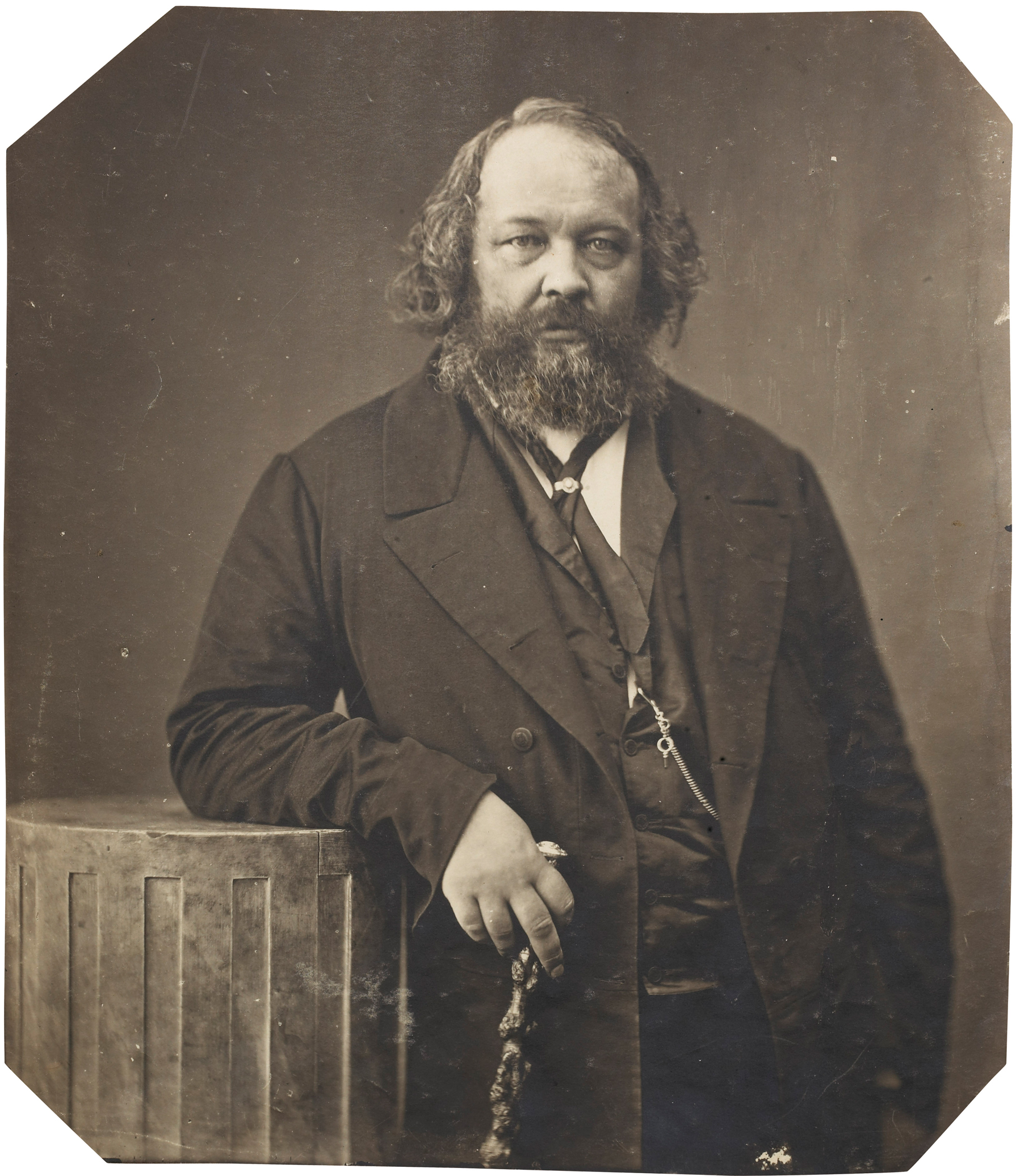
Михайло Бакунін

Невідомо, яке враження справили б на Гарібальді гіперболи Бакуніна, але цей кульмінаційний момент в біографії Андрія Івановича (на той час йому було всього двадцять п'ять років) закінчився невдало. 18 червня на австрійському прикордонному пункті Пескіері Ничипоренко був обшуканий поліцією, і у нього були вилучені прокламації на італійській мові. Листи, що компрометували його, побоюючись ретельнішого обшуку прикордонниками Ничипоренко вдалося непомітно викинути під стіл. Після цього він безперешкодно пройшов в Венецію і Трієст (за іншими даними, сів на поїзд в Малоросію), передумав подорожувати по слов'янських землях. Через деякий час письма були знайдені, з них зняли копії і переправили в жандармське управління в Петербург . Відносно Ничипоренко був відданий наказ заарештувати його або на території Туреччини, або на території Австро-Угорщини .
Повернувшись із закордонної поїздки, Ничипоренко аж до арешту протягом місяця працював на своїй батьківщині в Прилуцькому повіті окружним наглядачем пітейно- акцизного збору . 28 липня 1862 р Андрій Іванович був заарештований у справі про зв'язки з «лондонськими пропагандистами». Ще раніше того, на початку липня, в Петербурзі було затримано з листами Бакуніна, Огарьова і Кельсиева інший герценовский емісар — П. А. Ветошніков. 7 липня були затримані Н. А. Сєрно-Соловьевіч і Н. Г. Чернишевський. Почався «процес 32-х» або «Справа про осіб, обвинувачених в зносинах з лондонськими пропагандистами». 7 серпня Андрій Іванович був укладений в Олексіївський равелін Петропавлівської фортеці .
Поки йшло тривалий розгляд із залученням безлічі свідків, почали поширюватися чутки про те, що на допитах височайше заснованої слідчої комісії А. Ф. Голіцина Ничипоренко дав свідчення, що через його нерозважливих дій в справу втягується все більше і більше людей, в тому числі невинних: «Ничипоренко, щоб заслужити прощення, звинувачує всіх, кого можна і навіть кого не можна» (В. І. Касаткін — А. І. Герцену); І. С. Тургенєв, так само потерпілий через наклепу Ничипоренко, писав Герцену: «Ничипоренко всіх і все видає» .
Перший раз Ничипоренко був допитаний лише 25 жовтня, потім послідували допити 27 і 29 листопада, а потім 8 грудня. Був заарештований Н. М. Владимиров, залучені до дізнання Н. В. Альбертіні, Артур Бенні, І. С. Тургенєв і багато інших. Всім їм в тій чи іншій мірі інкримінувалося зв'язок з «неосуд державними злочинцями» М. А. Бакуніним, Герценом, Н. П. Огарьовим, В. І. Кельсиева, В. І. Касаткіним і ін. В Лондоні був затребуваний на батьківщину для судового розгляду Василь Кельсиев, але він відмовився з'явитися на суд. Від частини показань, які стосувалися багатьох свідків і співучасників, Ничипоренко незабаром відмовився . При цьому В. Еджертон не виключає спроб Ничипоренко збити слідство з правильного шляху. Так, наприклад, в матеріалах слідства фігурує показання Ничипоренко про те, що метою серпневого подорожі 1861 року була агітаційна поїздка з Бенні, а бажання відпочити від «вкрай нестерпного» Петербурга .
В результаті приблизно половина обвинувачених у справі була засуджена до різних термінів ув'язнення, в тому числі до довічного заслання до Сибіру, Артур Бенні був підданий тримісячного ув'язнення з подальшим видворенням з Росії. Половина підозрюваних була визнана по суду невинною, зокрема І. С. Тургенєв, Н. В. Альбертіні і Н. А. Потєхін, при цьому Потєхін, як пише Лєсков, був звільнений завдяки атестації М. А. Бакуніна в листі Гарібальді: "Друг, про який я вам, кажу, подавач — цього листа, називається Андрій Ничипоренко. Він, ймовірно, з'явиться до Вас в супроводі іншого російського, доброго малого, але кілька необережного і балакучого ". Таким чином, іронізує Лєсков, «балакучість» Н. А. Потєхіна допомогла зберегти йому свободу, а «мовчазність» Ничипоренко згубила його .
Оскільки судовий розгляд тривав понад два з половиною років, наслідків цієї справи Андрій Іванович Ничипоренко так ніколи не дізнався. Він помер раптово при нез'ясованих обставинах 7 ноября 1863 года в Петропавлівській фортеці до закінчення судового рішення у даній справі, яке відбулося тільки в квітні 1865 року .

## Оцінки особистості Ничипоренко
Современники давали как правило положительную оценку личности Андрея Ивановича до его провала и отрицательную после провала. Современный исследователь Наталья Пирумова характеризует Ничипоренко следующими словами: «молодой петербургский чиновник Андрей Иванович Ничипоренко, хотя и принимавший деятельное участие в революционных акциях, но не по велению сердца, а по тщеславному желанию играть роль заговорщика», что вполне перекликается с мнением Василия Кельсиева: «тщеславие было главной пружиной всех его действий, и он вечно рисовался». Однако в другом своём отзыве Кельсиев, много лет знавший Ничипоренко, уточнял своё отрицательное мнение о товарище:
Вообще, Ничипоренко был, как оказалось после, человек весьма ненадёжный… он франтил своим революционерством, играя роль какого-то заговорщика. Я знал его ещё с коммерческого училища, где он шёл несколькими классами ниже меня. За границей я узнал, что он посещает университет, славится между товарищами умом и красноречием; потом он сделался постоянным корреспондентом «Колокола», и вообще его считали в Петербурге одним из столпов нашей партии. Только связь с Бенни бросала на него тень, но, к чести Ничипоренки, он не порывал её в угоду общему мнению.
— В. И. Кельсиев, «Исповедь»

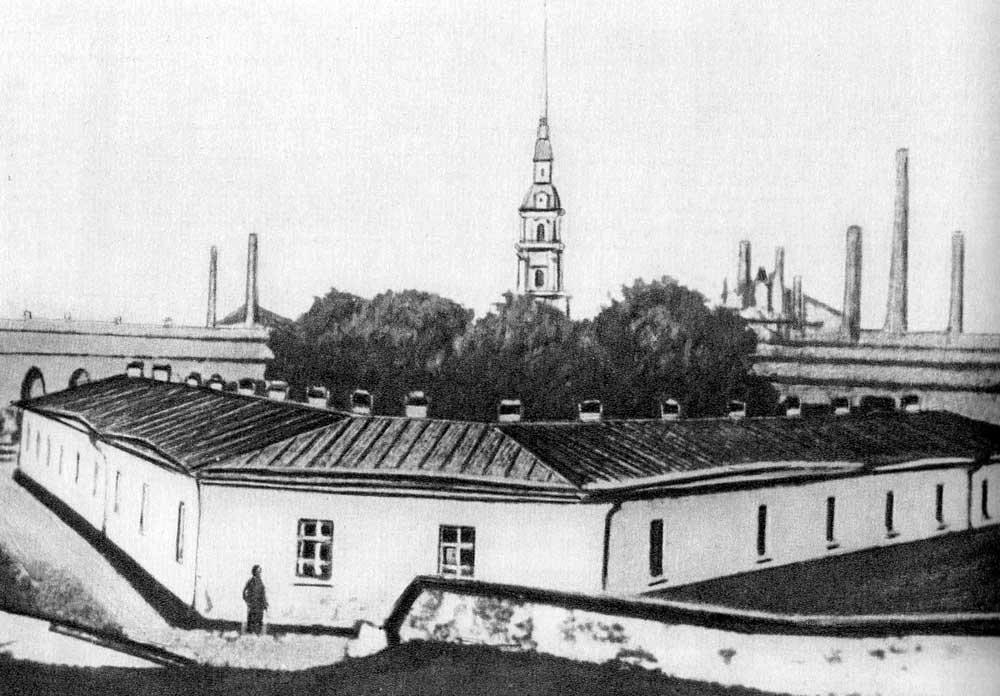
Олексіївський равелін Петропавлівської фортеці на початку 1870-х

Марнославним вважав Ничипоренко і Лєсков ( «Ничипоренко, завжди мав нездоланну слабкість до знайомств з відомими людьми»), що частково знаходило своє підтвердження в бажанні будь-що-будь знайти особисте знайомство з Тургенєвим, Герценом, Бакуніним, Гарібальді. Іронічні згадки Ничипоренко Тургенєвим пояснюються тим, що через свідчення Ничипоренко Тургенєв двічі викликався з Парижа в Сенат для свідчень у ході «процесу 32-х»: взимку 1863 року і взимку 1864 р У своїх свідченнях Ничипоренко розповів про грошові розрахунки між Герценом і А. А. Сірчано-Соловьевічем, де І. С. Тургенєву відводилася роль передавальної ланки.
В ході судового розгляду фігурувала також візитна картка М. А. Бакуніна, адресована М. Л. Налбандяну , Передана Андрієм Івановичем на паризькій квартирі Тургенєва: «Другу Налбандова від Герцена, Огарьова і мене загальний і серцевий уклін. Просимо Вас прийняти подавця цього А. І. Ничипоренко як нашого друга, до якого Ви можете мати безумовно таке ж довіра, як до нас самих » . Показання Тургенєва і Ничипоренко незначно різнилися, тому передбачалася очна ставка Тургенєва і Ничипоренко, але вона була скасована. Сам Тургенєв відгукувався на слідстві про Ничипоренко вельми скупо: «Я знайшов у ньому людини мовчазної і малоцікавого»  . Згодом повністю виправданий по суду Тургенєв згадував про Ничипоренко наступним чином: «І ось з тих пір в відомих гуртках почалися про мене плітки, - недарма, мовляв, мене не запроторили, мабуть, я на кого-небудь доніс ... А Ничипоренко засадили за тридев'ять замків, і він помер у в'язниці до закінчення слідства. Ну і, звичайно, потрапив в мученики ... »  .

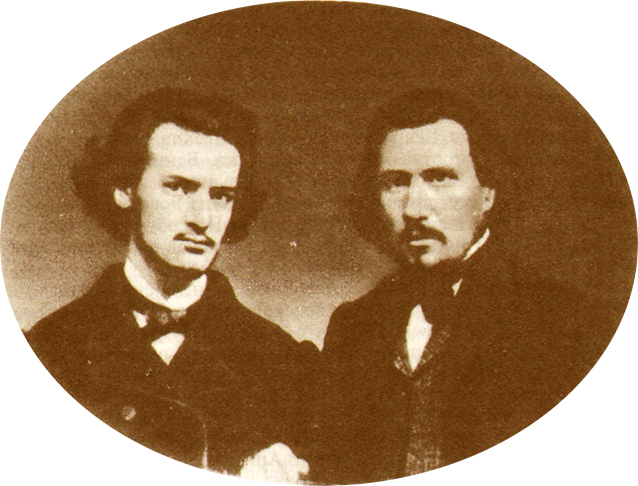
Артур Бенні і Микола Лєсков, 1861-1862

Беззастережно негативні характеристики Андрію Івановичу дає Лєсков, який прожив з ним півроку на квартирі професора Вернадського і ще один рік знав його по спільній роботі в гуртку Бенні і «Північної бджолі». Він двічі звертався до його образу в своїй творчості: в романі « Нікуди » Ничипоренко зображений в образі революціонера Пархоменко, що порушує загальне відраза, особливо в жінок , а в нарисі-памфлеті « Загадкова людина » він виведений під своїм власним ім'ям.
Починаючи його опис з псевдохвалебной оцінки попередньої діяльності: «Ця молода людина ... в той час в деяких петербурзьких гуртках користувався славою першого російського революціонера. Особливо він був сильний у нижчих і вищих чиновників деяких канцелярій, де сиділи найкращі герценовские кореспонденти з Петербурга, яких цей Ничипоренко всіх потім і переплутав. Он-то, саме того Ничипоренко, і був обраний ментором до молодого, недосвідченому і захопленому Телемака [Бенні] » , Лєсков згодом не шкодував густих фарб, зображуючи Ничипоренко.
Самі звичайні його епітети невдачливого революціонера недалекий, болючий, хирлявий і до противности неохайний, крайня обмеженість і несе нісенітницю, «він крутився біля Бенні, ухилявся від прямої відповіді і булькотал своїм неприємним голосом», «на Ничипоренко був довгий коричневий Пальмерстон і гостроверхий гарібальдійськой капелюх, в якій довгий і нескладний Ничипоренко з його жалюгідному фізіономії був схожий на факельника »,«' на обличчі його знову засяяла значна посмішка самомнящего, але ні до чого не здатного петербурзького діяча тодішніх днів. Ничипоренко знайомився в своєму третьеклассном вагоні направо і наліво, "руйнував забобони", "обривав сентиментальність", "проводив ідею" »,«' цей Ничипоренко, по пітерським рекомендацій, був зірка, перлина, Голіаф, яким в Петербурзі милувалися, на якого сподівалися і у якого заповідали Бенні вчитися »і т. д.  .Несдержанный, желчный и предвзятый в отношении Ничипоренко писатель сделал всё, чтобы максимально дискредитировать Андрея Ивановича в глазах современников и потомков:
Здесь, может быть, ещё раз следует упомянуть, что покойный Ничипоренко был замечательно нехорош собою от природы и, кроме своей неблагообразности, он был страшно неприятен своим неряшеством и имел очень дурные манеры и две отвратительнейшие привычки: дергать беспрестанно носом, а во время разговора выдавливать себе пальцем из орбиты левый глаз. Все это вместе взятое на нервного человека, а в особенности на нервных женщин, действовало ужасно невыгодно для Ничипоренки. Этим же безобразием своей наружности, неряшливостью и отталкивающими манерами Ничипоренко с первого же своего визита произвёл и на впечатлительную, нетерпеливую и раздражительную хозяйку дома самое неблагоприятное для себя впечатление. Невыгодное впечатление это Ничипоренко ещё более усилил чисто маратовскою кровожадностию, которой он, вероятно, и не имел, но которую, по бестактности своей, считал долгом выказывать в этом «благонадёжном, но белом доме».— Николай Лесков, «Загадочный человек», гл. 21.
Василь Кельсиев в рецензії на «Загадкового людини» намагався захистити тих діячів, хто піддався настільки неприємної оцінці Лєскова, зокрема, Ничипоренко і братів А. А. і Н. А. Сірчано-Соловьевіч : «Якщо по грудях їх проїхала важка віз історії, то я зовсім не бачу, ... за що кидати брудом в їх пам'ять»  .
На думку американського дослідника Вільяма Еджертона, Микола Лєсков ретельно приховував свої дружні відносини з Андрієм Ничипоренко. Різка зміна відношення письменника до революціонера пов'язана з відвертими зізнаннями Ничипоренко слідчої комісії про своїх друзів і знайомих. Лєсков писав з цього приводу: «Неможливо зрозуміти, з якою метою покійний Ничипоренко при слідстві викликав зі своєї пам'яті самі порожні події, про які його ніхто не питав, а іноді просто навіть складав, щоб тільки приписати в свої показання чиє-небудь нове ім'я. Так, він, наприклад, згадав, між іншим, і про мене і, описуючи якийсь сторонній випадок, вставив до речі, що "в це де час я познайомився з літератором Лєсковим, який своїм способом думок мав шкідливий вплив на мої поняття", і далі знову про стороннє. Я сам не читав цих яка є неточною рядків, але чув про них від Бенні і від Тургенєва, яким я цілком вірю, а вони мали нагоду читати справу Ничипоренко »  .Личный мотив, таким образом, опасение быть вовлечённым в политический процесс были решающими в перемене отношения Лескова к Ничипорено. Но Лесков никак не пострадал от «процесса 32-х», более того, как установил Уильям Эджертон, в материалах суда нет фразы Ничипоренко о «литераторе Лескове». В 1871 году анонимный рецензент «Загадочного человека» в журнале «Вестник Европы», — А. С. Суворин, по утверждению У. Эджертона, обвинил Лескова в клевете на Ничипоренко и скрытии своего собственного антиправительственного прошлого.
Да, у г. Лескова также были эти годы заблуждения, эти годы бесшабашного либерализма, горячей веры в лучшее социальное устройство; он с пламенным восторгом смотрел на явления, которые теперь осуждает, и любил то, что теперь ненавидит, поклоняется тому, от чего теперь открещивается. Он даже лихорадочно следил за московской студенческой историей и решался на выходки глупейшего свойства, как восторженный мальчик. Он был в приятельских отношениях с Бенни, который ничего от него не скрывал, и знал, конечно, очень хорошо всю ту Одиссею пропаганды Ничипоренко и Бенни, которую он теперь рассказывает со смехом и самодовольством следователя. Он, одним словом, был грешником, был человеком скомпрометированным, предававшимся с увлечением чтению запрещённой литературы. Пишущий эти строки мог бы рассказать многое в дополнение к «Загадочному человеку» и осветить рассказ такими подробностями, которые бы бросили бы в жар и холод г. Лескова.— Незагадочный писатель, Вестник Европы, 1871, № 4, стр. 901.
Серед безлічі факторів, що підтверджують дружбу і тісні зв'язки Лєскова і Ничипоренко, крім спільного проживання у Вернадського, Вільям Еджертон називає загальне коло знайомих Лєскова, в який письменник ввів Андрія Ничипоренко: Степан Громека, брати Курочкіни; спільна співпраця в «Північної бджолі»; Еджертон передбачає також спільне видання антиурядових прокламацій «Руська правда», участь в «гуртку Артура Бенні», який став зародком « Слепцовской комуни», спільне читання « Записок з Мертвого будинку » на квартирі у Бенні, де, крім самого Артура Бенні, твір Ф . М. Достоєвського слухали В. А. Слєпцов , Критик журналу « Русское слово » Варфоломій Зайцев, латиський студент Петро Баллод, Микола Лєсков, Андрій Ничипоренко, хоча останнього мемуарист-Лєсков прямо не називає, а згадує лише «одного молодого письменника», як не називає Лєсков Андрія Ничипоренко і в складі співробітників газети «Северная пчела» в своєму нарисі «Загадкова людина», хоча він там був  .
Таким чином, памфлетно-карикатурне зображення Андрія Ничипоренко в нарисі «Загадкова людина», крім природного прагнення відгородитися від брехні і убезпечити себе від політичних санкцій, пояснювалося ще двома мотивами: зведенням рахунків з літературної партією радикалів, які оголосили Лєскова письменником-шпигуном, і власної переоцінкою цінностей, прагненням приховати своє політичне минуле, близькість до революційних кіл; бажанням перекроїти свою біографію в відповідно до нових уявлень, викликаними ідейної еволюцією, - ось що лежало в основі упередженості Лєскова, робить висновок американський автор  .